# Jamie Woon
Jamie Woon (Londra, 29 marzo 1983) è un cantautore britannico.

## Biografia
Di origini cino-malesi da parte del padre e scozzesi da parte della madre, è nato nel borgo reale di Kingston upon Thames.
Nel 2011 è stato inserito nell'annuale sondaggio Sound of... stilato dalla BBC. Nell'aprile dello stesso anno ha pubblicato il suo primo album Mirrorwriting, che ha raggiunto la posizione #15 della classifica Official Albums Chart (Regno Unito) e ha avuto buon successo anche in Norvegia, Belgio, Danimarca e altri Paesi.

## Discografia
Album
- 2011 - Mirrorwriting
- 2015 - Making Time

Singoli
- 2007 - Robots
- 2010 - Night Air
- 2011 - Lady Luck
- 2012 - Shoulda